# Ridge Racer V
Ridge Racer V (リッジレーサーファイブ?, Rijji Rēsā Faibu) è un simulatore di guida sviluppato e pubblicato da Namco nel 2000 per PlayStation 2.

## Modalità di gioco
In Ridge Racer V il giocatore è un pilota automobilistico che partecipa agli eventi di Ridge City in una varietà di auto di fantasia. Le corse sono divise in diverse modalità: quella principale è il Grand Prix che consiste in una serie di campionati con regole differenti, che se completati premiano il giocatore con nuove auto. Altre modalità includono il Time Attack, una gara di endurance a lunga distanza chiamata Prova 99, e la Corsa Libera per allenarsi su uno dei percorsi sbloccati. Due giocatori possono anche prendere parte a una gara a schermo condiviso l'uno contro l'altro. Un Gran Premio speciale chiamato Pac-Man GP viene sbloccato dopo che il giocatore ha percorso 1500 chilometri totali sul proprio salvataggio, nel quale è possibile controllare Pac-Man alla guida di una roadster sfidando i quattro fantasmi del gioco originale cioè Blinky, Pinky, Inky e Clyde che gareggiano su degli scooter. Le auto di classe Duello possono essere sbloccate sconfiggendo i rivali nella modalità omonima dopo che saranno stati battuti alcuni record nella modalità Time Attack, e dopo averli battuti tutti e quattro si sblocca la gara Battle Royal, che consentirà al giocatore di scegliere qualsiasi auto della classe Duello (inclusi Pac-Man e i quattro fantasmi) e sfidare tutti e quattro i rivali (quelli principali battuti in modalità Time Attack) in una gara, compreso quello che il giocatore ha precedentemente selezionato.

## Versione Arcade
Ridge Racer V: Arcade Battle è uscito nel 2001 per la piattaforma Namco 246. Si tratta dell'ultimo Ridge Racer per piattaforma arcade, fino a Pachislot Ridge Racer che è stato un gioco di pachislot pubblicato sette anni dopo. I giochi arcade di Ridge Racer sono stati sostituiti da Mario Kart Arcade GP e dalla serie Wangan Midnight Maximum Tune.

## Accoglienza
La versione PS2 ha ricevuto "recensioni generalmente favorevoli" secondo il sito di aggregazione di recensioni Metacritic.
In Giappone, Famitsū ha dato un punteggio di un nove, un dieci, un otto e un nove per un totale di 36 su 40.
Jeff Gerstmann di GameSpot gli ha assegnato un punteggio di 7.6/10, dicendo "Ridge Racer V è un gioco divertente e di grande impatto che farà piacere ai fan di Ridge Racer più anziani. I giocatori che hanno raccolto la serie attorno al terzo o quarto capitolo potrebbero essere un po' delusi dal modo in cui le macchine sono gestite, ma non tanto il loro divertimento sarà rovinato. Nel complesso, il gioco si sente un po' frettoloso con il suo design di pista facile da percorrere, ed è davvero un peccato che a Ridge Racer V non sia stato dato lo stesso trattamento ricevuto da Tekken Tag Tournament quando è stato tradotto per il mercato interno".